# 1110

## Догађаји
- 19. октобар — 5. децембар - Опсада Сидона

- 5. мај: Помрачење Месеца, у којем Месец постаје потпуно помрачен, због раније вулканске ерупције која је избацила аеросоле у горње слојеве атмосфере Земље, чиме је блокирана светлост која пада на земљу.
- Пролеће – Мавдуд ибн Алтунташ, турски владар (атабег) Мосула, предводи експедицију да освоји територије крсташа (које припадају округу Едеса) источно од реке Еуфрат. Опседа град-тврђаву Едесу, али је приморан да се повуче када краљ Балдуин I од Јерусалима (уз подршку јерменских снага које је послао Ког Васил) интервенише са крсташким снагама за помоћ.
- Фебруар–мај – Крсташи под Балдуином I опседају Бејрут. Ђеновљански и пизански бродови блокирају луку; фатимидски бродови из Тира и Сидона узалуд покушавају да пробију блокаду. Фатимидски гувернер бежи ноћу кроз италијанску флоту на Кипар. 13. маја, Балдуин осваја град нападом, а Италијани спроводе масакр међу становницима.
- Октобар–децембар – Крсташи под Балдуином I (уз подршку краља Сигурда I) опседају Сидон. Норвешки бродови блокирају луку, али их скоро растера моћна фатимидска флотила из Тира. Спасава их долазак млетачке ескадриле под командом дужда Орделафа Фалиера. 4. децембра, град се предаје (под значајним условима) Балдуину.
- Децембар – Танкред, итало-нормански принц Галилеје, ставља крсташки замак Крак де Шевалије у Сирији под своју контролу. Он остаје регент Кнежевине Антиохије у име свог рођака Боемонда II.
- Хајнрих V, краљ Немачке, напада Италију са великом војском и закључује споразум са папом Паскалом II у Сутрију. Хајнрих се одриче права инвеституре (спор са бившим Хајнрихом IV). Заузврат, Пасхал обећава да ће га крунисати за цара Светог римског царства све земље дате немачкој цркви (од времена Карла Великог).
- 25. јул – Хајнрих V жени се осмогодишњом Матилдом (ћерком краља Хенрија I од Енглеске). Крунисана је за краљицу Римљана на церемонији у Мајнцу. Након веридбе, Матилда је стављена под старатељство Бруна, надбискупа Трира, који је задужен да је образује у немачкој култури, манирима и влади.
- Војводство Бохемија је обезбеђено за Владислава I након смрти Святоплука („Лава“) који је убијен. Владислав добија подршку од Хајнриха V и владаће до 1125. године.
- Алморавидске снаге под султаном Алијем ибн Јусуфом окупирају Сарагосу (данашња Шпанија), доводећи све муслиманске државе Андалузије под контролу Алморавида.
- Краљ Хенри I врши преправке у Виндзорском замку, укључујући капелу, како би могао да користи замак као своју формалну резиденцију.
- Завршена је Руска хроника Повест минулих лета. Дело се сматра фундаменталним извором у историји Источних Словена.

### Децембар
- 5. децембар — Оснивање Господства Сидон